# Flebobranquis
Els flebobranquis (Phlebobranchia) són un ordre de tunicats de la classe dels ascidiacis. Entre els més comuns hi ha els anomenats budells (Ciona intestinalis), que es troben sovint als ports.

## Taxonomia
L'ordre Phlebobranchia inclou nou famílies amb 338 espècies:
- Família Agneziidae Monniot C. & Monniot F., 1991
- Família Ascidiidae Herdman, 1882
- Família Cionidae Lahille, 1887
- Família Corellidae Lahille, 1888
- Família Dimeatidae Sanamyan, 2001
- Família Hypobythiidae Sluiter, 1895
- Família Octacnemidae
- Família Perophoridae Giard, 1872
- Família Plurellidae Kott, 1973